# Evergreens
Evergreens è una raccolta della cantante italiana Mina, pubblicata nel maggio 1974 dalla PDU con distribuzione EMI Italiana.

## Descrizione
Raccolta senza inediti, eccetto il titolo Lamento d'amore, già pubblicato su singolo nel 1973 che comparirà in seguito solo nella raccolta su CD Mina Studio Collection del 1998.
Nel 2012, tutte le raccolte sono state rimosse dalla discografia sul sito ufficiale della cantante.

## Tracce
Lato A
1. Fiume azzurro – 3:58 (testo: Luigi Albertelli – musica: Enrico Riccardi; edizioni musicali PDU/Ritmi e canzoni)
2. Vorrei che fosse amore – 2:26 (testo: Antonio Amurri – musica: Bruno Canfora; edizioni musicali Curci)
3. Se stasera sono qui – 3:32 (testo: Mogol – musica: Luigi Tenco; edizioni musicali Radio Record Ricordi)
4. Insieme – 4:05 (testo: Mogol – musica: Lucio Battisti; edizioni musicali PDU/Acqua Azzurra)
5. Non credere – 4:06 (testo: Mogol, Ascri[3] – musica: Roberto Soffici; edizioni musicali PDU/Fono Film)
6. Una mezza dozzina di rose – 3:57 (testo: Mina, Paolo Limiti – musica: Augusto Martelli; edizioni musicali PDU/Peer)
7. Lamento d'amore – 3:22 (testo: Luigi Albertelli – musica: Enrico Riccardi; edizioni musicali PDU/Ritmi e canzoni)

Lato B
1. La canzone di Marinella – 3:11 (Fabrizio De André; edizioni musicali Barracuda)
2. La mente torna – 4:26 (testo: Mogol – musica: Lucio Battisti; edizioni musicali PDU/Acqua Azzurra)
3. Bésame mucho – 2:40 (Consuelo Velázquez; edizioni musicali Southern)
4. Bugiardo e incosciente (La tieta) – 6:16 (testo: Paolo Limiti – musica: Joan Manuel Serrat; edizioni musicali PDU/Southern)
5. Quand'ero piccola – 2:52 (testo: Franco Migliacci – musica: Luis Enríquez Bacalov, Bruno Zambrini; edizioni musicali General)
6. Un colpo al cuore – 3:16 (testo: Giancarlo Bigazzi – musica: Giancarlo Bigazzi, Mario Capuano; edizioni musicali Duomo)
7. E penso a te – 3:40 (testo: Mogol – musica: Lucio Battisti; edizioni musicali Acqua Azzurra)

## Arrangiamenti e direzioni orchestrali
- Pino Presti: Fiume azzurro, Lamento d'amore, E penso a te
- Bruno Canfora: Vorrei che fosse amore
- Mariano Detto: Insieme
- Natale Massara: Bugiardo e incosciente
- Luis Bacalov: Quand'ero piccola
- Augusto Martelli: gli altri brani